# Joseph Sinaki
Joseph Sinaki (født 1962 i Teheran, Iran) er en dansk forfatter. Han har skrevet kogebogen "Det persiske køkken", der udkom på Forlaget Vandkunsten i 2010. Han har efterfølgende medvirket i en række radio- og tv-udsendelser på DR P1 og TV2 Lorry.
Joseph Sinaki kom  til Danmark 1984, hvor han studerede musikvidenskab og dansk på Københavns Universitet. Han er sproglærer og underviser børn og unge i  klaver .